# Almáskeresztúr
Almáskeresztúr es un pueblo ubicado en el condado de Baranya, Hungría.

## Superficie
Posee una superficie de 13,03 kilómetros cuadrados.

## Demografía
Hasta 2023 la población era de 85 habitantes, con una densidad de población de 6,52 habitantes por kilómetro cuadrado.